# محارة جناحية قشية
محارة جناحية قشية (الاسم العلمي:Pteria straminea) هي نوع من الحيوانات تتبع جنس المحارة الجناحية من فصيلة المحارات الجناحية.